# Actenicerus kidonoi
Actenicerus kidonoi là một loài bọ cánh cứng trong họ Elateridae. Loài này được Ôhira miêu tả khoa học năm 2006.